# 委員長
委員長（いいんちょう）

## 一覧
- 何らかの委員会の「長（リーダー）」。
- 児童会、生徒会の各委員会の長。
- 学校のクラス（学級）において、リーダー的な立場の役職に就いている生徒の事。別称では「学級委員（又は学級委員長）」とも言う。
- 日本の政治や社会においては、
  - 国会の委員会の長。（例）「衆議院予算委員長」など。国会の場合、委員長の正式呼称は「○○委員長」であり、「○○委員会委員長」とは呼ばない。
  - 行政委員会の長。「国家公安委員会委員長」など。行政の場合、委員長の正式呼称は「○○委員会委員長」であり、「○○委員長」は略称扱いとなる。
  - かつての日本社会党、公明党、民社党の党首の通称。正式には「中央委員会委員長」または「中央執行委員会委員長」など。以下に詳述する。
  - 労働組合のトップの通称。正式には「執行委員会委員長」または「中央執行委員会委員長」など。以下に詳述する。

## 政党における委員長
一般に、委員長の下には、委員長を補佐し、委員長に事故あるときには職務を代行する副委員長と、団体の日常活動を統括する書記長がいる。これら三役は、党大会で選出される中央委員会に属する。
55年体制の下で最大の社会主義政党であった日本社会党の場合、委員長－副委員長－書記長のラインが指導部を形成したが、このうち副委員長は複数名置かれ、各有力派閥から選ばれていた。また、同党から分離した民社党（当初は民主社会党）も組織構成を引き継いでいる。同時期に結成された公明党は「人間社会主義」というスローガンを標榜したこともあるが、社会党などと同様に委員長－副委員長－書記長のラインを作った（分党・再結成を経た後の役職名は異なる）。
日本社会党も社会民主党に党名変更した際に役職名を党首－副党首－幹事長に変更しており、現在、党首名に「中央執行委員長」を使っている政党には新社会党、沖縄社会大衆党などがある。また、社民党も沖縄県連のみについては、旧社会党と同様の委員長－副委員長－書記長－書記次長の形式の執行部を維持している。
日本共産党は、議長（中央委員会議長）、委員長（中央委員会幹部会委員長）、書記局長（中央委員会書記局長）の三者をもって代表と規定する。通例では、委員長の前役職は書記局長（もしくは書記長）であり、長期にわたり務めた委員長は退任後に議長に転じる。事実上の序列の上では議長が最高位であるが、内閣総理大臣指名選挙や党首会談などでは委員長が党を代表し、書記局長が他党の幹事長と同格に扱われる。副委員長は複数名で、副委員長から書記局長に転任するケースや、逆に書記局長から副委員長に転任するケースもある。
中央執行部としての中央委員会を持たない政党でも、下部組織としての委員会を設置し、その長を委員長とすることは珍しくない。国会における主要政党はいずれも国会対策委員会とその委員長職を設置している。保守政党の自由民主党では選挙対策委員長が党四役に数えられている。

## 労働組合における委員長
政治における委員長と同じく、一般に、委員長の下には、委員長を補佐し、委員長に事故あるときには職務を代行する副委員長と、組合の日常活動を統括する書記長がいる。これら三役は、大会で選出される執行委員会に属する。
しかし、日本労働組合総評議会（総評）の親共・容共路線に反発して生まれた反共主義の全日本労働総同盟（同盟）は、所属単産も含めて、大抵代表は会長を名乗り、以下、会長代行－事務局長と続く。現在、総評と同盟は他のナショナルセンターと共に合同して日本労働組合総連合会（連合）となったが、連合の場合は会長－会長代行－事務局長である。これには連合の結成において同盟が主導権を握っていたことに起因する。所属単産については旧・同盟系は会長－会長代行－事務局長、旧・総評系は委員長－副委員長－書記長が多い。
非連合系のナショナルセンターである全国労働組合総連合（全労連）は議長－副議長－事務局長を、全国労働組合連絡協議会（全労協）は委員長－副委員長－書記長を使っている。